# Carlos Raúl Villanueva
Carlos Raúl Villanueva Astoul (Londres, Reino Unido 30 de mayo de 1900 - Caracas, Venezuela, 16 de agosto de 1975) fue un arquitecto y urbanista venezolano.
Es considerado el arquitecto más influyentes en la Venezuela del siglo XX ; pionero, máximo exponente e impulsor de la arquitectura moderna en Latinoamérica y en su país. Llegó por primera vez a Venezuela a la edad de 28 años. Desde ese entonces comenzó a participar en el desarrollo y modernización de Caracas, Maracay y otras ciudades de Venezuela. Entre sus obras más destacadas se encuentran la Ciudad Universitaria de Caracas inaugurada parcialmente en 1954 y nombrada Patrimonio de la Humanidad por la Unesco en el año 2000, y la reurbanización de El Silencio inaugurada en 1945.

## Biografía

### Primeros años (1900-1922)
Carlos Raúl Villanueva nació el 30 de mayo de 1900 en el Consulado de Venezuela en Londres. Hijo de Carlos Antonio Villanueva, ingeniero civil y diplomático venezolano, y Paulina Astoul, dama francesa de las élites de París. Carlos Raúl tenía cuatro hermanos: Marcel, Sylvia, Susana y Laureano quienes prefirieron la vida europea.

### Años de Estudios (1922-1929)
Villanueva permaneció los primeros siete años de su vida en Londres, para luego trasladarse a París, donde comenzó sus estudios de educación media en el Lycée Condorcet. En 1922 ingresa al École Nationale Supérieure des Beaux-Arts de París y se matricula en arquitectura, la misma carrera que su hermano Marcel había estudiado. Después de asistir a diversos talleres de dibujo y urbanismo, Villanueva se graduó en 1928. Ese mismo año viajó por primera vez a Venezuela, conoció la Caracas de la época y radicó por un tiempo en el Estado Cojedes. Al poco tiempo viaja a los Estados Unidos, donde residió durante un año, trabajando con su hermano Marcel en la oficina de proyectos arquitectónicos con fines educativos Guilbert and Betelle.

### Llegada a Venezuela y proyectos iniciales (1929-1945)
Para 1929 Villanueva regresó y se estableció en Venezuela, país que, en esos tiempos, permanecía bajo la dictadura de Juan Vicente Gómez. Pero la familia Villanueva siempre había mantenido relaciones estrechas con los gobiernos venezolanos, por lo que a su llegada comenzó a trabajar para el Ministerio de Obras Públicas.
A mediados de 1937 Villanueva regresó a Francia y reinició sus estudios en el Instituto de Urbanismo de la Universidad de París. Pocos meses después se dirigió nuevamente a Venezuela, cuando el presidente Isaías Medina Angarita le ofreció trabajar en la proyección y construcción de la nueva sede de la Universidad Central de Venezuela, la Ciudad Universitaria de Caracas, la cual sería su obra más destacada y el producto más acabado dentro del concepto de «síntesis de las artes». Se casó el 28 de enero en 1933 con Isabel Margarita (Margot) Arismendi, quien pertenecía a una de las familias más prominentes de Venezuela.

### La Ciudad Universitaria y Fama Internacional (1945-1960)
Las obras Unidad Residencial El Paraíso, Urbanización 23 de Enero y Cerro Piloto, proyectos habitacionales de alta densidad, fueron construidos entre 1955 y 1957 en la ciudad de Caracas para el Banco Obrero (1928-1975) entidad gubernamental bajo el Ministerio de Fomento. Formaron parte de la exposición «Latin America in Construction» en el Museo de Arte Moderno MoMA de Nueva York. La Ciudad Universitaria de Caracas y el Museo Jesús Soto también hicieron parte de esa exposición.

## Textos sobre arquitectura latinoamericana

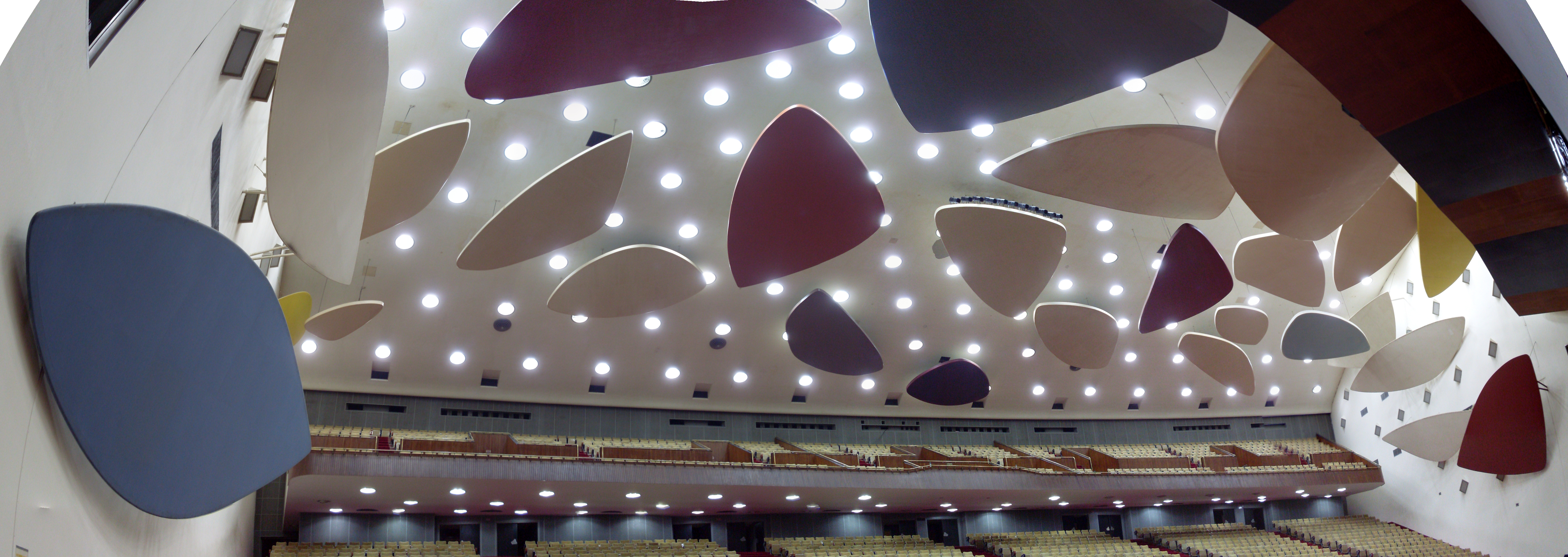
Aula Magna de la Universidad Central de Venezuela.

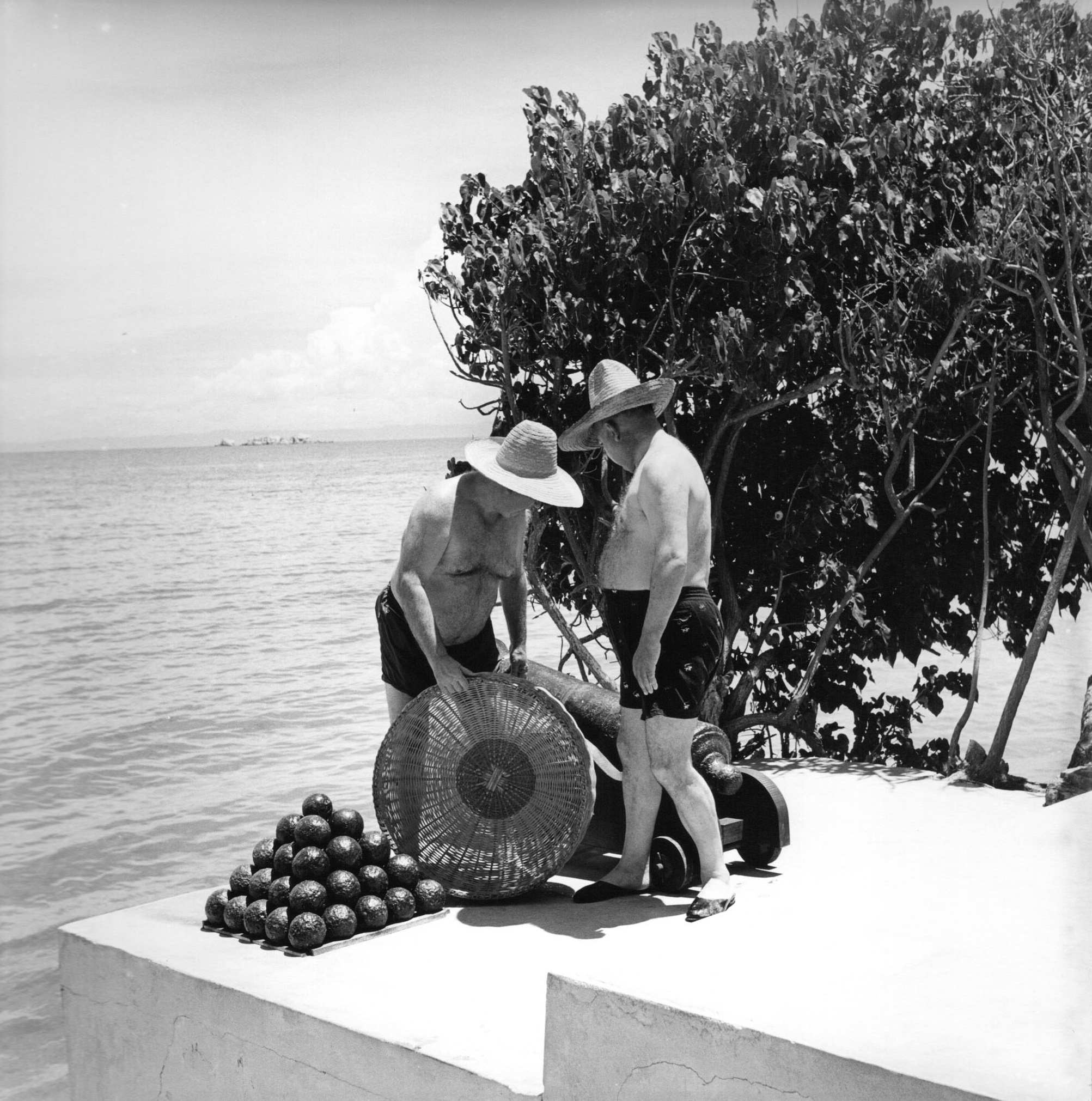
Villanueva y el artista estadounidense Alexander Calder en Pampatar, 1954.

Hélène Sánchez muestra la obra de Carlos Raúl Villanueva (CRV) de acuerdo a la opinión de tres autores dedicados a exponer las obras más representativas de la arquitectura latinoamericana de la Modernidad. Su reflexión se hizo a partir de los textos: Latinoamerican architecture since 1945 (Henrry-Russel Hitchcock, USA, 1955); Arquitectura latinoamericana 1930-1970 (Francisco Bullrich, Argentina, 1969) y Otra Arquitectura en América Latina (Enrique Brown, Chile, 1988). La autora examina, entre otros, los enfoques interpretativos y comprensivos presentes en cada texto e identifica cuáles son las obras de CRV seleccionadas para representar a Venezuela en el marco de la producción arquitectónica latinoamericana y la forma como esta es analizada.
Hitchcock habla de la «brutal vigorosidad del concreto armado» frente a «la gracia y lirismo que alcanzan los arquitectos brasileños en sus obras». En cuanto al Aula Magna, Bullrich describe como «la luz que dinámicamente…trasforma y reconstruye las dimensiones ópticas de la sala va haciendo surgir de la profundidad imprecisa algunos planos, ...con destellos rápidos que surcan el espacio». Mientras que Brown, al referirse al Estadio Olímpico, destaca su expresionismo estructural.
Sánchez destaca, como uno de los resultantes más destacados de integración de las artes, el techo del Aula Magna, el cual se concreta a través del trabajo colaborativo e interdisciplinario entre CRV, el ingeniero acústico Robert Newman y el artista Alexander Calder. El Estadio Olímpico es una obra característica de América Latina, edificación en la cual se aprecia el dominio y la audaz utilización que hace Villanueva del concreto armado, con el cual logra imprimirle una gracia lírica a las formas curvas de la estructura (Hitchcock).
Bullrich califica a CRV como «el arquitecto que más ha hecho por concentrar la atención del mundo sobre la producción arquitectónica venezolana». Igualmente, destaca el papel del maestro Villanueva en la formación universitaria de la generación de relevo: «la calidad de las obras de muchos de sus discípulos, directos e indirectos, demuestra la capacidad de Villanueva en esa función».
En la Plaza Cubierta de la Ciudad Universitaria destaca su condición de área de descanso, en el que se integran los juegos de luces y sombras, los jardines tropicales y el conjunto de murales, vitrales y esculturas de artistas reconocidos (Bullrich).
El análisis de Sánchez incluye algunos referentes que sustentan la obra de CRV. Así, Bullrich señala que «con relación a los conjuntos habitacionales del 23 de Enero, El Paraíso y Cerro Piloto, se identifica la aplicación del esquema de la Ville Radieuse (propuesta de Le Corbusier sobre planificación urbana para el centro de París). Mientras que la concepción de los vastos jardines entre las torres procede de la idea de Le Corbusier de los jardins anglais». Brown identifica a la Ciudad Universitaria como una de las obras más publicitadas de la arquitectura del desarrollo (término generado por Brown). De esta obra destaca el carácter academicista del conjunto médico-asistencial (Hospital Universitario), el cual caracteriza como una arquitectura de reminiscencias mendelsohnianas.
Finaliza la autora destacando la valoración positiva que hacen los tres autores acerca del Aula Magna y de la Plaza Cubierta de la Ciudad Universitaria de Caracas «por la calidad espacial del conjunto y en tanto experiencia de integración de las artes». Sin embargo, observa «diferencias en cuanto al énfasis que hacen, ya sea en aspectos tecnológicos, ambientales, perceptivos o de integración interdisciplinar».

## Obras

### Edificios y estructuras
- Hotel Jardín, Maracay, Venezuela. (1929)
- Plaza de toros Maestranza César Girón, Maracay, Venezuela. (1933)
- Reurbanización El Silencio, Caracas, Venezuela. (1945)
- Ciudad Universitaria de Caracas, Caracas, Venezuela. (1954)
- Plan Cerro Piloto, Caracas, Venezuela. (1954)
- Urbanización 23 de Enero, Caracas, Venezuela, (1957)
- Urbanización San Martín Caracas, Venezuela. (1958)
- Edificio Plaza la Estrella, Caracas, Venezuela. (1964)
- Casa para Alejandro Otero, San Antonio de Los Altos, Venezuela. (1965)
- Pabellón de Venezuela en la Expo 1967, Montreal, Canadá. (1967)
- Museo Jesús Soto (Ciudad Bolívar, 1970)
- Unidad Residencial El Paraíso, Caracas, Venezuela.
- Museo de Bellas Artes de Caracas, Caracas, Venezuela. (1973)
- Liceo Miguel Antonio Caro, Caracas, Venezuela. (1945)